# David Douděra
David Douděra (ur. 31 maja 1998 w Brandýsie nad Labem-Starej Boleslavi) – czeski piłkarz, grający na pozycji defensywnego pomocnika w czeskim klubie Slavia Praga oraz w reprezentacji Czech.

## Kariera klubowa
Swoją karierę piłkarską Douděra rozpoczynał w juniorach takich klubów jak: SC Xaverov (do 2007), Viktoria Žižkov (2007-2011), Meteor Praha VIII (2011-2014) i FK Dukla Praga (2014-2017). W 2017 roku został zawodnikiem pierwszego zespołu Dukli. 23 września 2017 zadebiutował w nim w pierwszej lidze czeskiej w przegranym 0:3 wyjazdowym meczu z Sigmą Ołumuniec. W sezonie 2018/2019 spadł z Duklą do drugiej ligi.
W styczniu 2021 roku Douděra przeszedł do FK Mladá Boleslav. Swój debiut w tym klubie zaliczył 14 lutego 2020 w przegranym 0:3 wyjazdowym meczu z Dynamem Czeskie Budziejowice. Zawodnikiem Mladá Boleslav był do końca sezonu 2021/2022.
W lipcu 2022 Douděra przeszedł na zasadzie wolnego transferu do Slavii Praga. Swój ligowy debiut w Slavii zanotował 31 lipca 2022 w przegranym 0:1 wyjazdowym spotkaniu z FC Hradec Králové.
| Sezon   | Klub              | Kraj   | Rozgrywki | Mecze | Bramki |
| ------- | ----------------- | ------ | --------- | ----- | ------ |
| 2017/18 | FK Dukla Praga    | Czechy | I liga    | 11    | 0      |
| 2018/19 | FK Dukla Praga    | Czechy | I liga    | 30    | 2      |
| 2019/20 | FK Dukla Praga    | Czechy | II liga   | 10    | 0      |
| 2019/20 | FK Mladá Boleslav | Czechy | I liga    | 14    | 0      |
| 2020/21 | FK Mladá Boleslav | Czechy | I liga    | 31    | 2      |
| 2021/22 | FK Mladá Boleslav | Czechy | I liga    | 31    | 10     |

## Kariera reprezentacyjna
W swojej karierze piłkarskiej Douděra grał w młodzieżowych reprezentacjach Czech na szczeblach U-20 i U-21. W reprezentacji Czech zadebiutował 24 marca 2023 w wygranym 3:1 meczu eliminacji do Euro 2024 z Polską, rozegranym w Pradze, gdy w 71. minucie zmienił Vladimíra Coufala.